# Operacja „Ostra Brama”

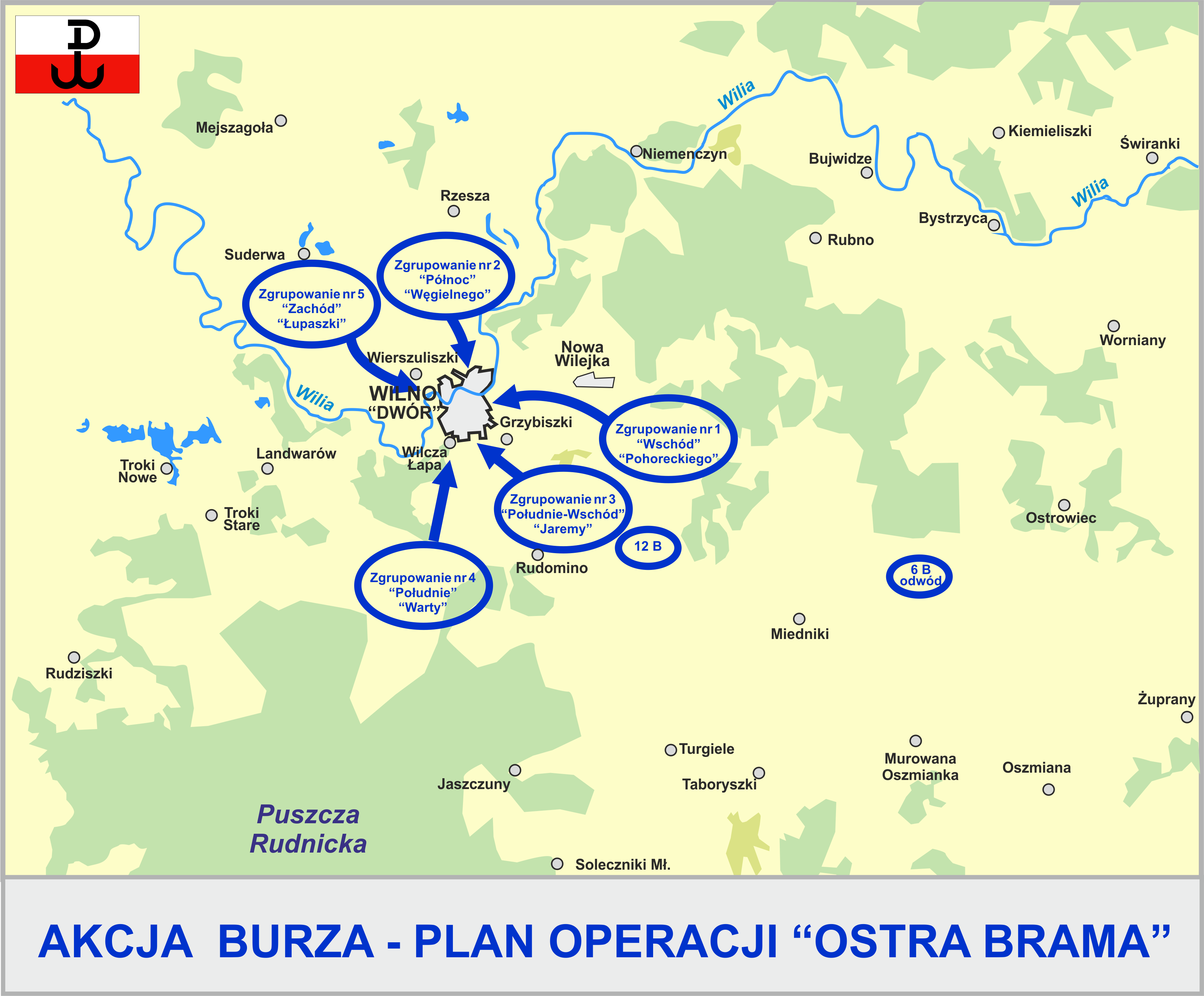

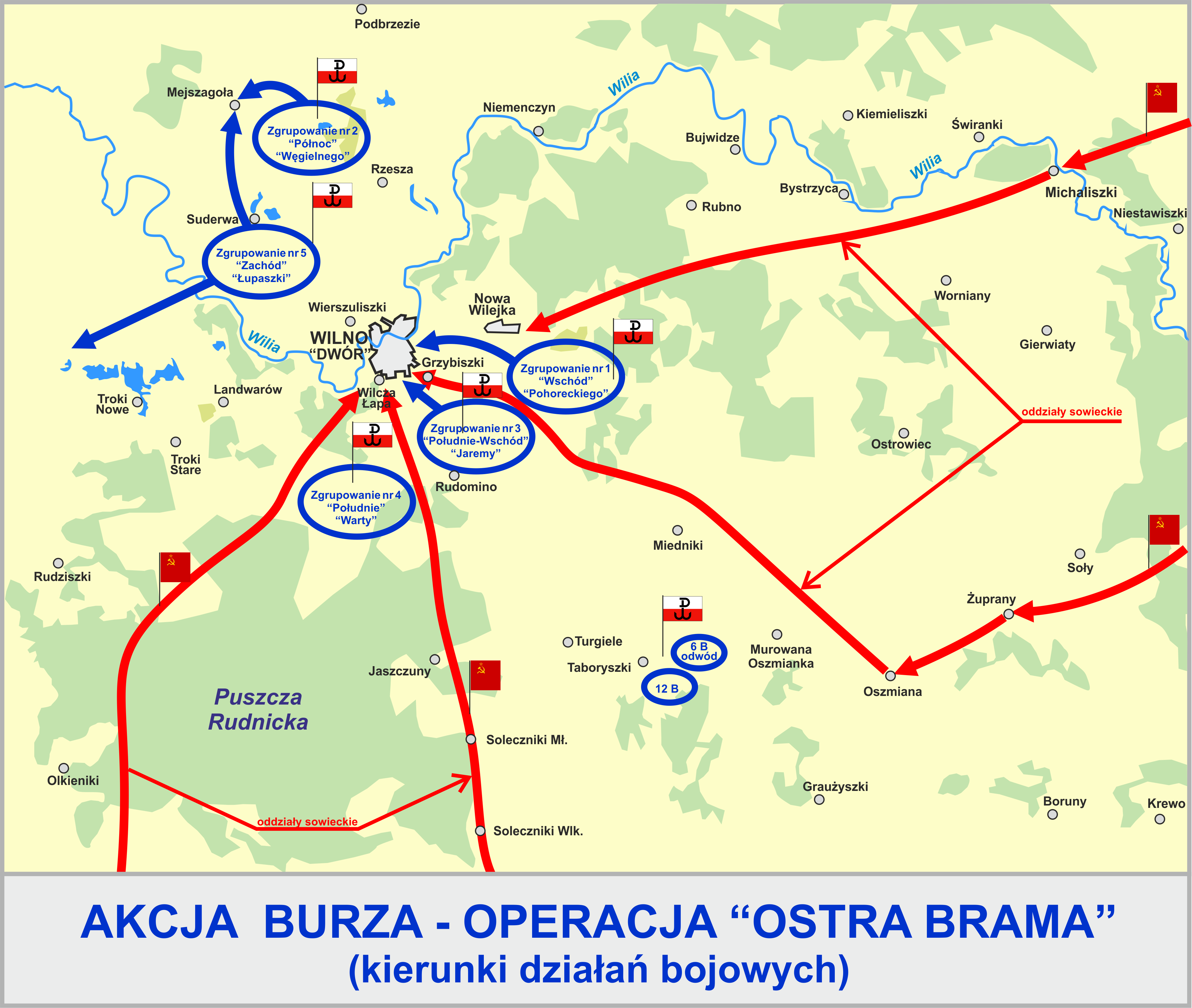

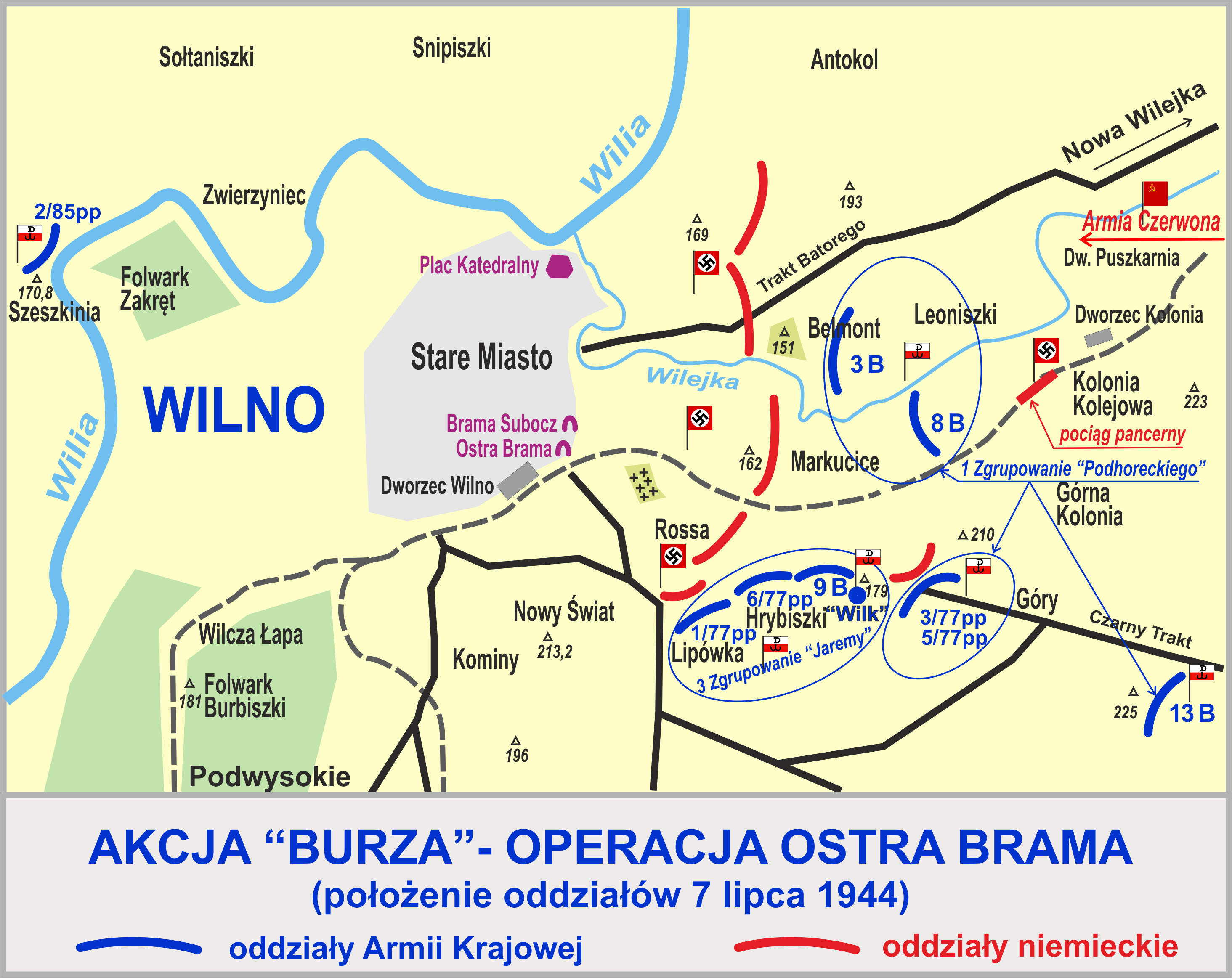

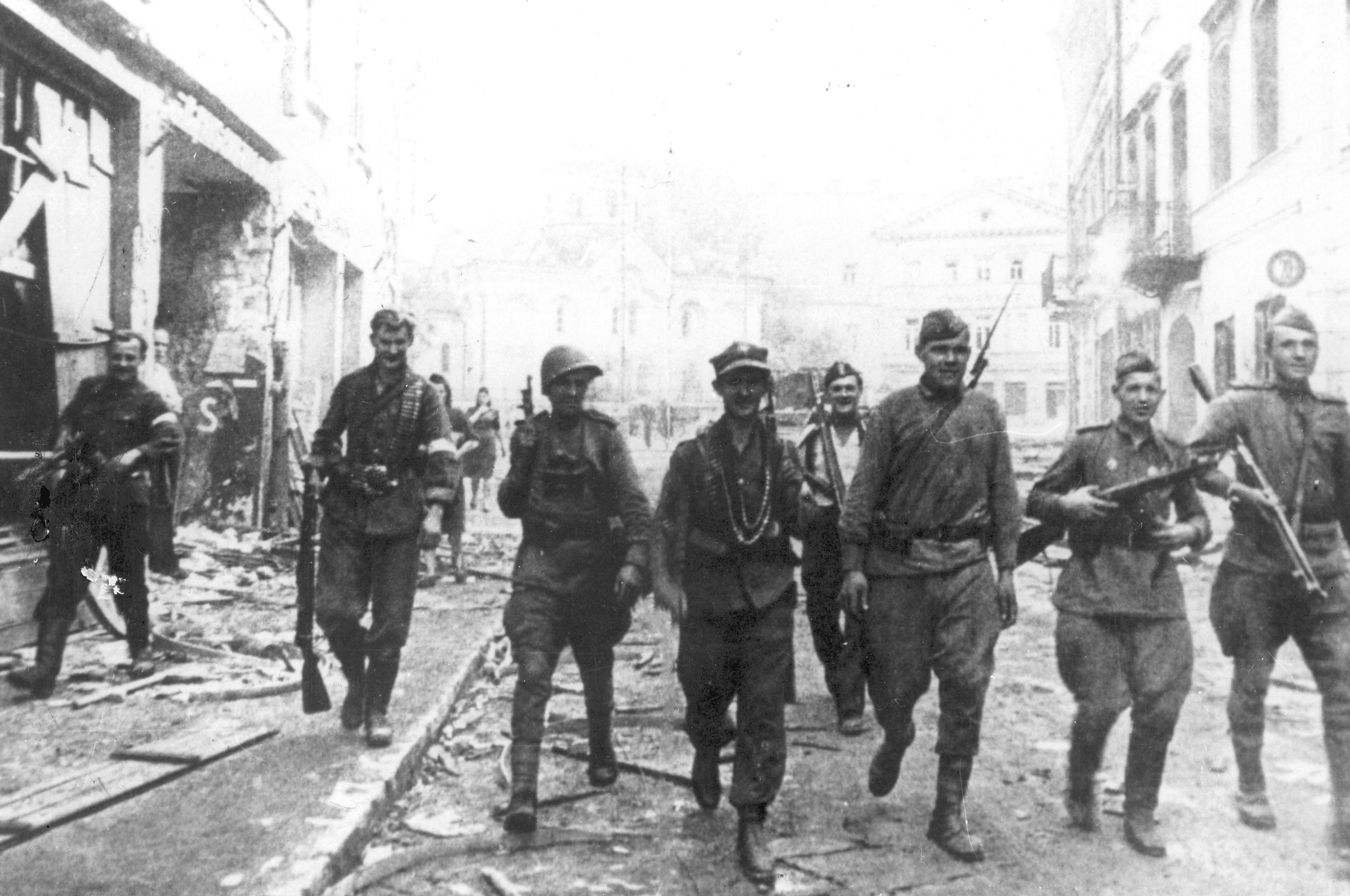
Walki o wyzwolenie Wilna. Patrol żołnierzy Armii Krajowej i radzieckich na ulicy Wielkiej

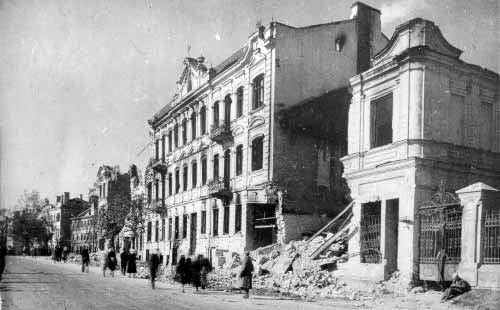
Wilno, ul. Kolejowa – 1944

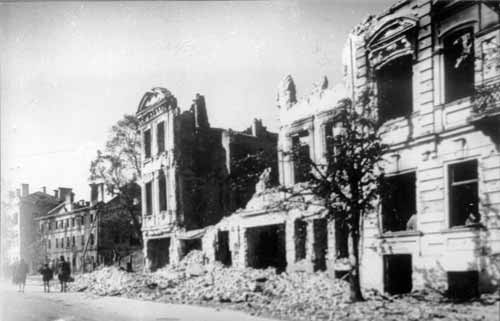
Wilno, ul. Kolejowa – 1944

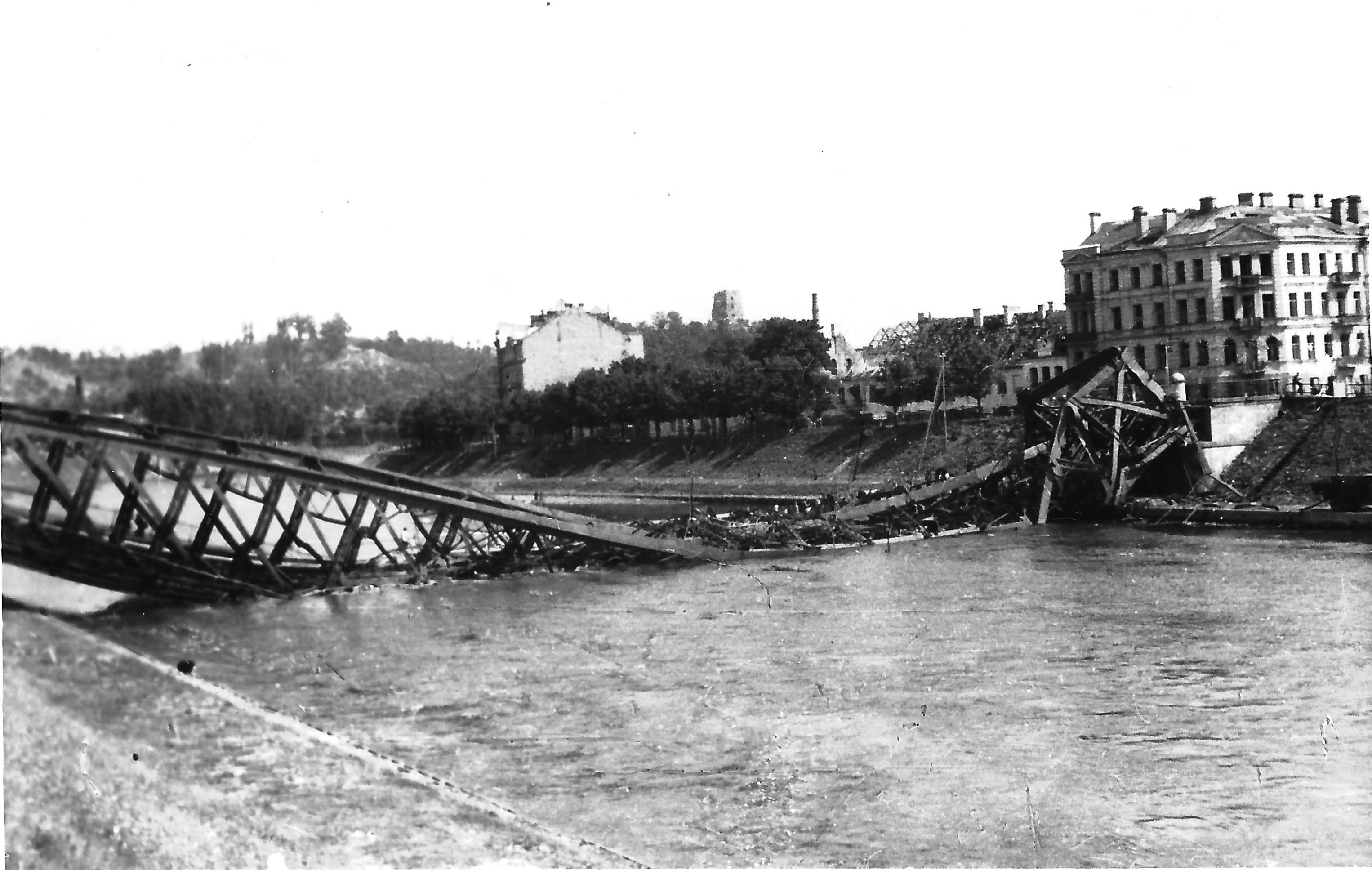
Wilno Zielony Most po przejściu frontu – 15 lipca 1944

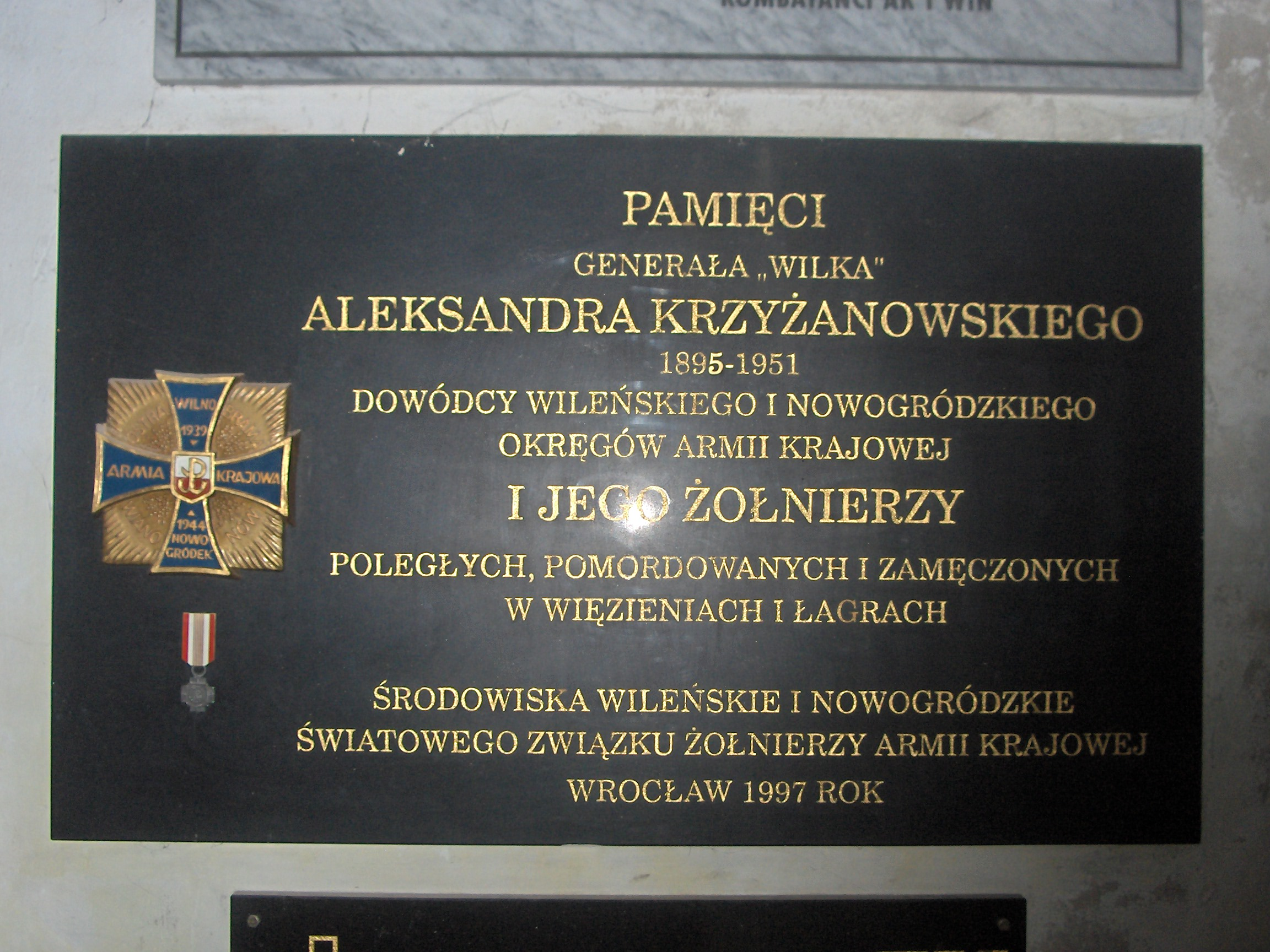
Tablica pamiątkowa ku czci gen. Aleksandra Krzyżanowskiego „Wilka” oraz jego podkomendnych z AK (bazylika św. Elżbiety Węgierskiej we Wrocławiu)

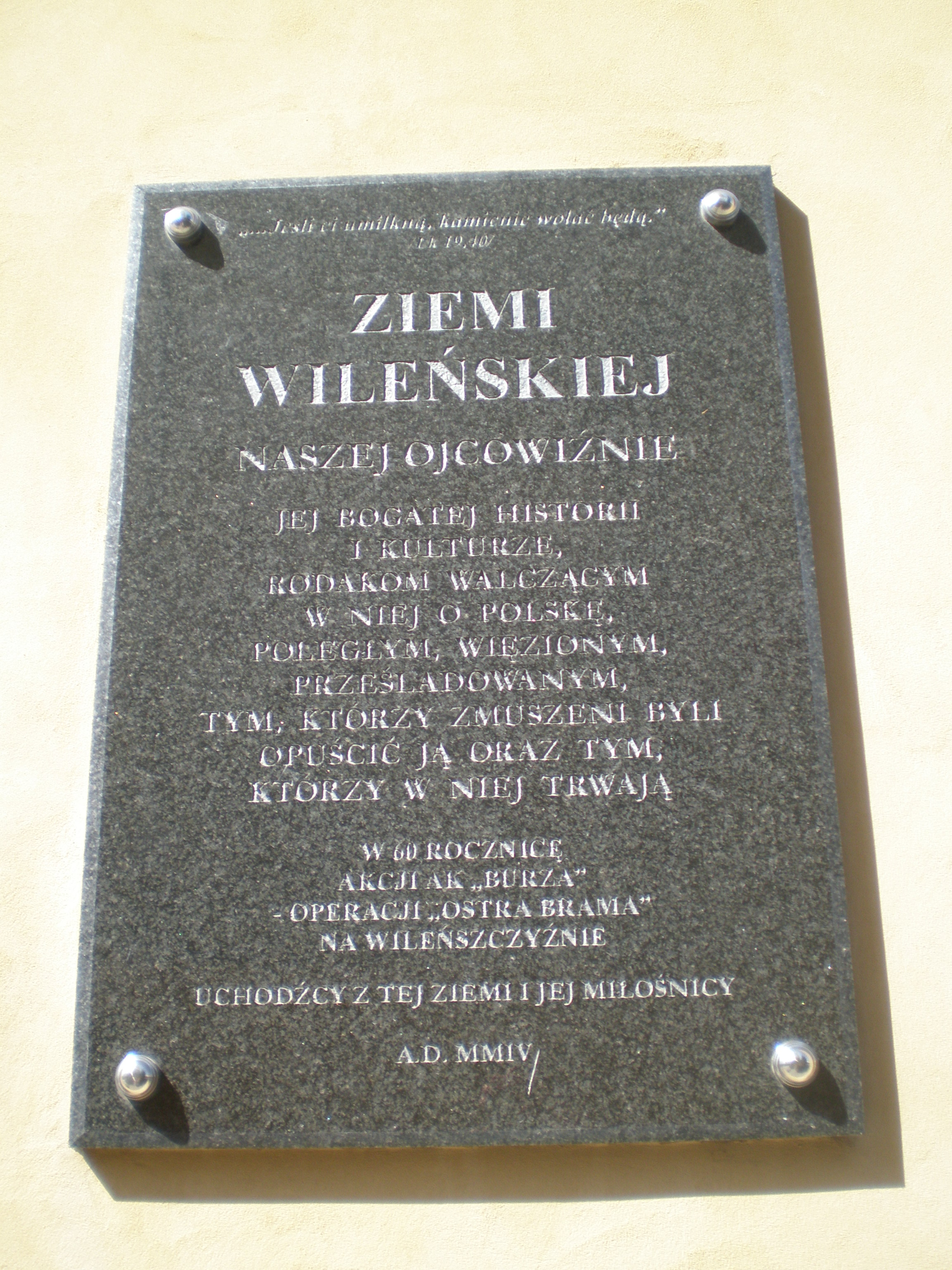
Tablica upamiętniająca na dzwonnicy kościoła farnego św. Wojciecha i św. Stanisława w Rzeszowie

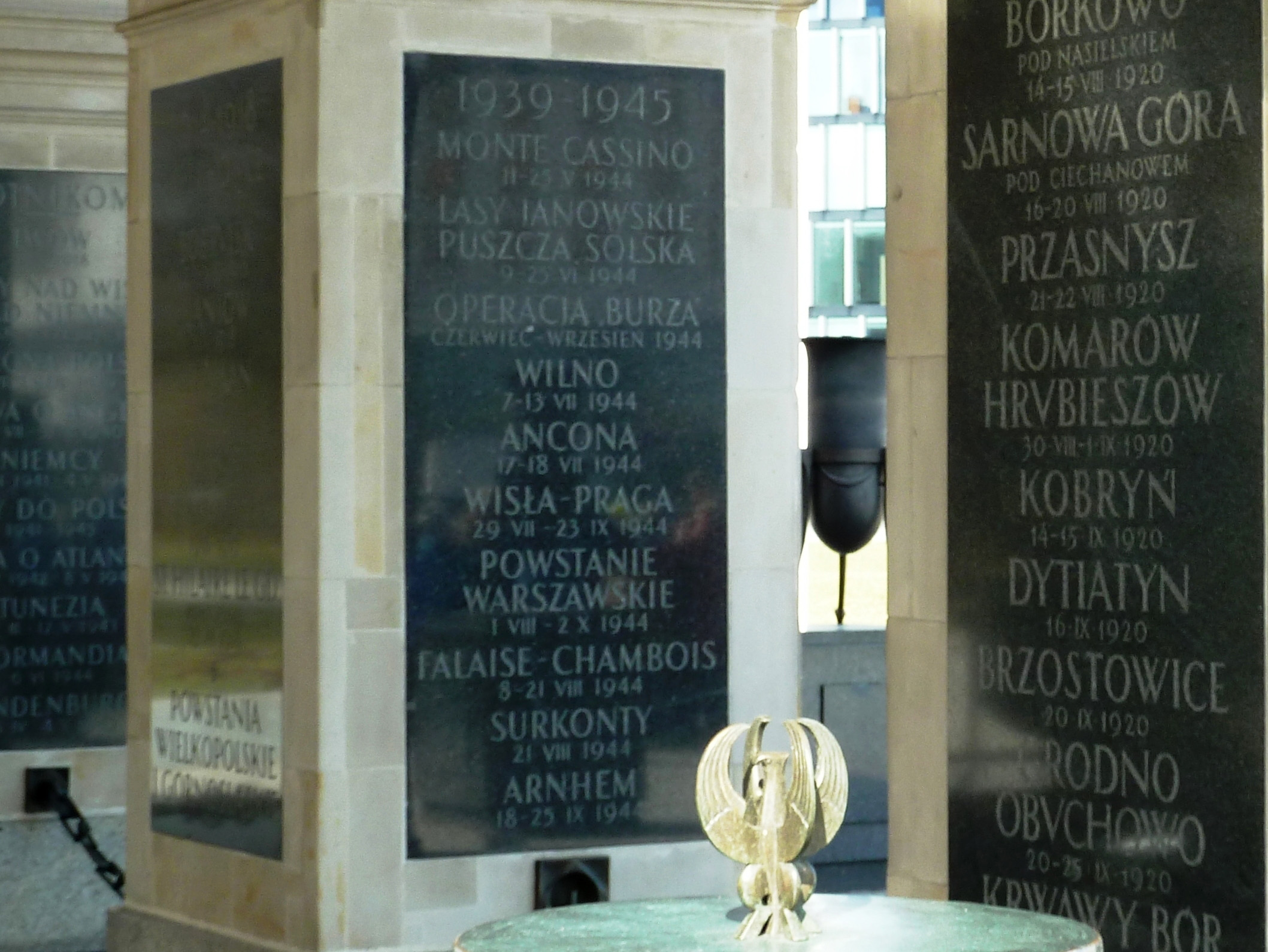
Grób Nieznanego Żołnierza w Warszawie – na tablicy pośrodku napisy OPERACJA „BURZA” czerwiec – wrzesień 1944, WILNO 7-13·VII·1944

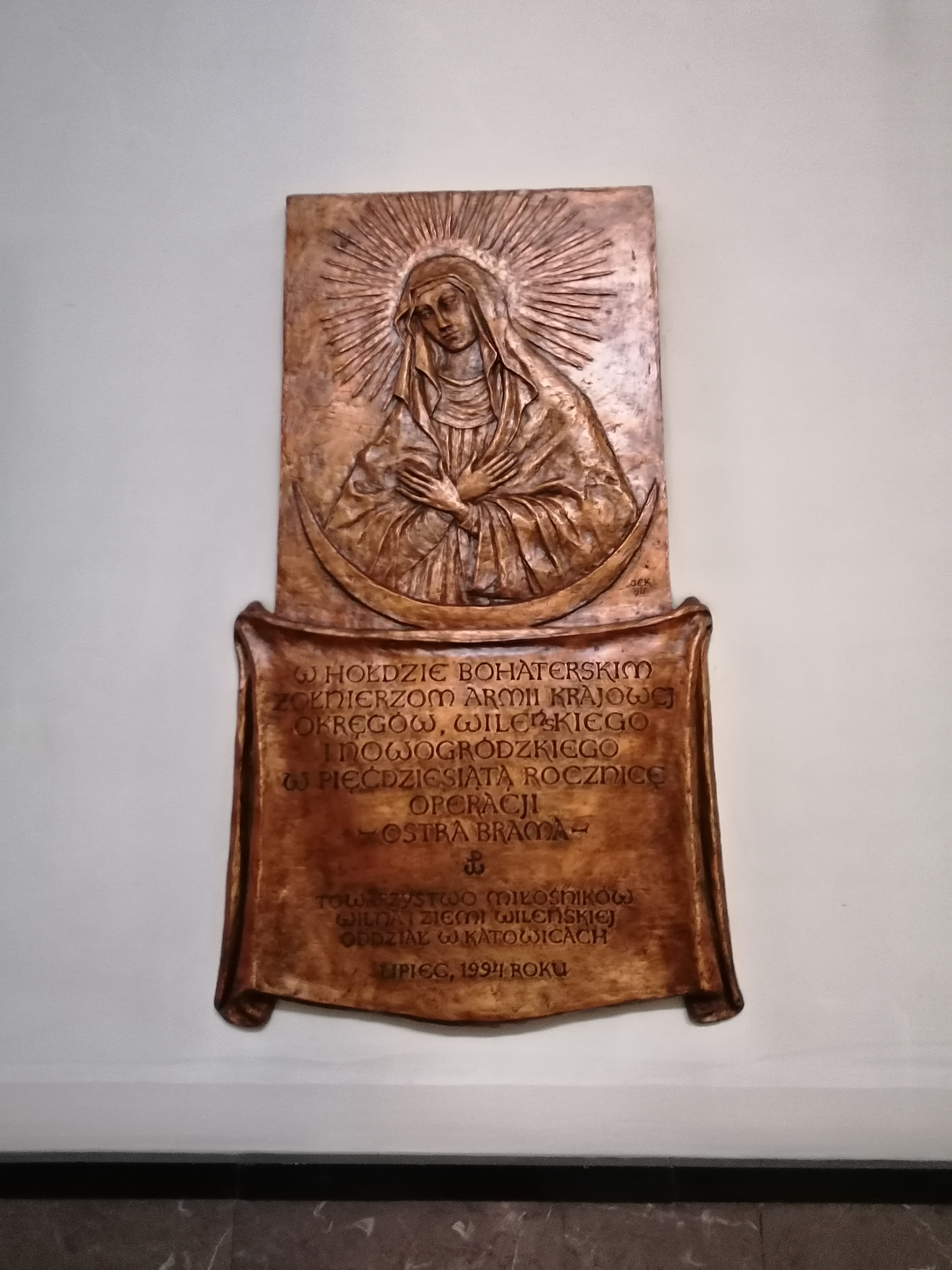
Tablica pamiątkowa w katowickiej katedrze

Operacja „Ostra Brama” – operacja wojskowa rozpoczęta 7 lipca 1944 przez oddziały Armii Krajowej, w ramach akcji „Burza”, w celu samodzielnego wyzwolenia Wilna spod okupacji niemieckiej siłami AK i zgodnego z założeniami „Burzy” wystąpienia wobec Armii Czerwonej „w roli gospodarza terenu”. Plan operacji został opracowany w sztabie Okręgu Wilno Armii Krajowej w marcu 1944, zakładał on zdobycie miasta przez połączone siły wileńskiego i nowogrodzkiego okręgu AK.

## Plan operacji
Pierwotnie podstawowym założeniem operacji „Burza” odnośnie do Wilna było przekonanie, że nieprzyjaciel ogarnięty paniką będzie myślał tylko o szybkim odwrocie, w związku z tym dowództwo AK nie przewidywało poważniejszych walk o miasto poza przełamaniem posterunków lub placówek nieprzyjaciela ubezpieczających przede wszystkim skraj miasta – dalej oddziały partyzanckie miały zgodnie z założeniami bez większych przeszkód przeniknąć do Śródmieścia i opanować centrum miasta, co oznaczałoby samodzielne zdobycie go przez AK. Wilno jednak na mocy rozkazu Hitlera zostało przekształcone w ufortyfikowaną twierdzę obsadzoną przez silny garnizon.
Na przełomie marca i kwietnia 1944 roku major Maciej Kalenkiewicz pseudonim „Kotwicz” wystąpił wobec ppłk. „Wilka” z koncepcją, by oddziały Armii Krajowej zdobyły Wilno przed zajęciem go przez wojska radzieckie. Uzyskał jego aprobatę, ale dowództwo okręgu Nowogródek odniosło się do tego pomysłu negatywnie. Wszystko wskazuje na to, że wyrażono wówczas jedynie zamiar zdobycia Wilna, ale nie przygotowano nawet szkicu planu takiej operacji. Nie jest też jasne, kiedy pomysł ten trafił do Komendy Głównej Armii Krajowej i nie wiadomo, jak przebiegała dyskusja w dowództwie Armii Krajowej, zanim zaakceptowali go generałowie Komorowski i Pełczyński, gdyż nie mieścił się on w żadnych dotychczas wypracowanych planach operacyjnych. Koncepcja opanowania Wilna przed wejściem wojsk radzieckich została ostatecznie zatwierdzona przez generała Komorowskiego na odprawie dowództw okręgów Wilno i Nowogródek w Komendzie Głównej AK w Warszawie 12 czerwca 1944 roku i otrzymała kryptonim „Ostra Brama”. Pomysł samodzielnego zdobywania miasta przed wycofaniem się z niego Niemców nie miał nic wspólnego z dotychczasową koncepcją akcji „Burza”, która zakładała, że wystąpienie oddziałów Armii Krajowej może nastąpić tylko wówczas, gdy siły niemieckie będą w pełnym odwrocie. Z tego, że uderzenie na Wilno nie jest w sensie wojskowym wykonaniem planu „Burza”, zdawał sobie także sprawę, opracowując plan ataku na miasto, szef oddziału operacyjnego Okręgu Wileńskiego major Teodor Cetys ps. „Sław” i w rozkazach wyraźnie rozdzielał oba te zadania. Na odprawie w Komendzie Głównej Armii Krajowej zdymisjonowani zostali dowódca okręgu Armii Krajowej Nowogródek podpułkownik Szlaski oraz jego szef sztabu kapitan Czesław Sędziak ps. „Warta”, którzy ze względu na wcześniejsze intensywne starcia nowogródzkich oddziałów Armii Krajowej z partyzancką radziecką skłonni byli wycofać się na zachód i także z tego powodu byli negatywnie ustosunkowani do zamiaru zdobywania Wilna.
Oddziały partyzanckie, które wówczas działały w okręgach Wilno i Nowogródek, skupiały łącznie około 15 tys. żołnierzy, a razem z oddziałami garnizonowymi siły Armii Krajowej liczyły około 18 tys. ludzi. Nie prowadziły one jednak do tej pory działań nieregularnych i przygotowywane były do nich tylko teoretycznie. Zdobywanie umocnionych pozycji chronionych przez wojsko niemieckie mające doświadczenia z walk frontowych, w dodatku przy braku wsparcia broni ciężkiej, przekraczało ich możliwości.
26 czerwca mjr dypl. Teodor Cetys „Sław” i ppłk Zygmunt Blumski „Strychański” przedstawili do zatwierdzenia ppłk. „Wilkowi” plan ataku na Wilno. Rozkaz operacyjny nr 1 „Ostra Brama” zawierał ogólne wytyczne walki o miasto i wycinkowe rozkazy dla oddziałów partyzanckich. Siły połączonych okręgów Wileńskiego i Nowogródzkiego miały uderzyć z zewnątrz na Wilno. Wewnątrz działania miały prowadzić oddziały garnizonu. Dowódcą operacji Ostra Brama został ppłk „Poleszczuk”.
Uderzenie planowano wykonać pięcioma zgrupowaniami partyzanckimi:
- Zgrupowanie Bojowe nr 1 „Wschód” mjr. A. Olechnowicza „Pohoreckiego”. Składało się z: 3, 8 i 13 brygad oraz III/77 pp[a] i V batalionu kpt. „Sztremera”.
- Zgrupowanie Bojowe nr 2 „Północ” mjr. Potockiego „Węgielnego”. Składało się z 1, 2, 23 i 24 i 36 brygady;
- Zgrupowanie Bojowe nr 3 „Południowy Wschód” mjr. Cz. Dębickiego „Jaremy”. Składało się z 9 i 12 brygady wileńskiej oraz I batalionu kpt. „Zycha” i VI batalionu kpt. „Pala” 77 pp.
- Zgrupowanie Bojowe nr 4 „Południe” kpt. Stanisława Sędziaka „Warty”. Składało się z 7 Brygady i oddziału „Gozdawy” oraz II batalionu por. „Krysi” i VII batalionu por. „Ostoi”.
- Zgrupowanie Bojowe nr 5 Zachód rtm. Szendzielarza „Łupaszki”. Składało się z 4 i 5 brygady wileńskiej.
- Garnizon miasta Wilna pod dowództwem komendanta Okręgu Wileńskiego ppłk. L. Krzeszowskiego „Ludwika”. Bataliony rejonów miasta miały utworzyć 85 pp.

Główne uderzenie miało nastąpić od wschodu i południowego wschodu. Chciano działać uprzedzająco w stosunku do uderzeń Armii Czerwonej i podkreślić samodzielność walk. Pozostałe zgrupowania miały wykonać uderzenia pomocnicze. Jako termin rozpoczęcia operacji przyjęto czas przekroczenia przez Armię Czerwoną linii frontu z 1916 na wysokości Sół i Smorgoń.
2 lipca nasłuch radiowy powiadomił o zajęciu przez Armię Czerwoną Wilejki. Oceniając sytuację, ppłk Wilk zdecydował, że uderzenie na Wilno ma nastąpić 7 lipca o 23.00, gotowość bojową zgrupowania bojowe powinny były osiągnąć dzień wcześniej, a podstawy wyjściowe do uderzenia miały zająć 7 lipca do 17.00. Główne uderzenie zdecydowano przeprowadzić ze wschodniego i południowo-wschodniego kierunku.
W tej sytuacji I i III Zgrupowania Bojowe miały wykonać atak przed nacierającymi oddziałami sowieckimi, II Zgrupowanie Bojowe „Węgielnego” miało uderzyć z północy i wkroczyć do Wilna od strony dzielnicy Kalwaryjskiej, Zgrupowanie Bojowe nr 4 miało uderzyć na Wilno z Puszczy Rudnickiej na południowe krańce i dzielnice Wilna. Z zachodu znajdowało się najmniejsze Zgrupowanie Bojowe nr 5 składające się z 4 i 5 Brygady. Miało ono uderzyć na Wilno od strony zachodniej i wkroczyć do Wilna przez Zwierzyniec.

## Działania bojowe
Rozpoczęta 23 czerwca 1944 radziecka operacja Bagration zaskoczyła swoim rozmachem nie tylko Niemców, ale także stronę polską. W toku działań Niemcy utracili całą Grupę Armii Środek, a przez wyrwę w linii frontu wylewała się masa wojsk radzieckich. Na początku lipca doszło do żywiołowej ucieczki ludności z Wilna, w którym pozostało od 70 do 80 tys. osób. Mogło to zdezorganizować miejską konspirację. 2 lipca 1944 na sygnał radiowy z Londynu zaczęła się „Burza” w okręgu wileńskim i okręgu nowogrodzkim. 3 lipca wydano rozkazy do oddziałów i nakazano jednoczesne wykonanie „Burzy” w rejonach: Dryświaty, Rychaliszki, Oszmiana, Bogdanów, Wilno, Baranowicze, Słonim, Lida i Juraciszki.
4 lipca 1944 Sztab Oddziałów Partyzanckich przeniósł się z Dziewieniszek do Wołkorabiszek. W tym czasie ofensywa sowiecka prowadzona była z prędkością około 60 km na dobę, co oznaczało, że Armia Czerwona znajdzie się pod Wilnem wcześniej, niż przewidywał Sztab Oddziałów Partyzanckich. Dlatego też w nocy z 4 na 5 lipca ppłk „Wilk” powziął decyzję o przyśpieszeniu uderzenia na Wilno o całą dobę i wyznaczył czas ataku na 6 lipca o 23.00. Wczesnym rankiem 5 lipca 1944 Sztab Operacyjny w Wołkorabiszkach opracował rozkazy i gońcy ponieśli je do dowódców Zgrupowań Bojowych.
W tym też czasie, na podstawie danych SD wskazujących na zbliżający się atak, w garnizonie niemieckim ogłoszono alarm. Połączenie przez dowództwo AK dwóch tak samo ważnych zadań niemal w tym samym czasie nie było najlepszym wariantem rozegrania walki. Komenda Główna AK rozczłonkowała wysiłki. Rozpoczęło się gwałtowne ściąganie rozproszonych nadal w terenie oddziałów Armii Krajowej, nawet tych znajdujących się w odległości około 150 km od celu ataku. Nie do wszystkich dotarły rozkazy i dlatego około 4500 znajdujących się w pobliżu Wilna akowców nie uczestniczyło w natarciu. Stało się tak też z tego powodu, że w związku z dalszymi i szybkimi postępami ofensywy radzieckiej termin uderzenia na miasto dodatkowo został przyśpieszony o dobę. Koncentracja oddziałów AK odbywała się w atmosferze chaosu i pełnej improwizacji. Bardzo źle działała łączność między jednostkami partyzanckimi. Dla oddziałów nowogródzkich nie przygotowano znających teren przewodników. Partyzanci często nawet nie wiedzieli, co jest celem ich marszu. Uderzano na ślepo, nie mając pojęcia, jakie siły nieprzyjaciela znajdują się na kierunku natarcia. Całością operacji nie dowodził nikt, gdyż dowódca operacji podpułkownik Poleszczuk nie dotarł do Wilna, a podpułkownik Krzyżanowski znajdował się w sąsiedztwie jednego ze szturmujących batalionów partyzanckich, zaraz za przednią linią ataku.

### Samodzielne walki oddziałów Armii Krajowej
7 lipca 1944 o świcie, w związku z szybkim zbliżaniem się Armii Czerwonej do miasta, „Wilk” zdecydował o natychmiastowym rozpoczęciu akcji, przyspieszając ją o jedną dobę w stosunku do wcześniejszych planów. Zdołano skoncentrować na czas tylko 1 z 3 przewidzianych w planie operacji zgrupowań uderzeniowych. Około 4 tysięcy żołnierzy AK wspieranych przez dwa działka przeciwpancerne oraz kilka moździerzy i granatników, mimo niezakończonej koncentracji swoich sił, zaatakowało umocnienia niemieckie od najsilniej bronionej, południowo-wschodniej strony. Pozycje te obsadzone były przez garnizon liczący kilkanaście tysięcy żołnierzy dysponujących silną artylerią oraz czołgami i działami pancernymi, a także wsparciem lotnictwa operującego z lotniska Porubanek.
W skład 1 Zgrupowania „Pohoreckiego” weszły: 3, 8 i 13 Brygada, 3 i 5 batalion 77 pp, ORKO „Groma” i OS „Wilczura”. Do 3 Zgrupowania „Jaremy” przydzielono 9 Brygadę, 1 i 6 batalion 77 pp, OD „Promienia” i OS „Gracza”.
Wyznaczony został pas natarcia od cmentarza na Rossie do Belmontu. Kierunki uderzenia wyznaczały miejscowości Lipówka, Hrybiszki, Góry i Kolonia Wileńska. Po przełamaniu obrony oddziały partyzanckie miały skoncentrować się na placu Katedralnym.
W pierwszym rzucie nacierały: 1 i 6 batalion 77 pp, 9 Brygada, ORKO, 3 i 5 batalion 77 pp, 8 i 3 Brygada. W odwodzie znajdowały się: Oddział Osłonowy „Gracza”, 13 Brygada, Oddział Dyspozycyjny „Promienia” i Oddział Osłonowy „Wilczura”.
Nacierające oddziały nie miały dokładnego rozpoznania niemieckiego systemu obrony. 1 i 6 batalion zdobyły pierwszą linię umocnień na skraju Lipówki i przekroczyły linię kolejową Wilno – Podbrodzie. Kontratak wojsk niemieckich odrzucił jednak partyzantów na pozycje wyjściowe. 9 Brygada zaległa przed betonowymi schronami bojowymi na skraju Hrybiszek. Partyzanci 3 i 5 batalionu 77 pp po ciężkich walkach zdobyli Góry, ale w wyniku morderczego ostrzału nie mogli nacierać dalej.
Działania 8 i 3 Brygady skutecznie blokował pociąg pancerny w rejonie stacji Kolonia Wileńska. 8 Brygada zaległa w kotlinie naprzeciwko betonowego bunkra. 3 Brygada odniosła największe sukcesy. Po przekroczeniu Wileńki dotarła do Belmontu, a następnie do skraju Zarzecza i Traktu Batorego. Jeden z plutonów przekroczył trakt i walczył na Antokolu. Na pozycjach trwała do 8 lipca i podjęła współdziałanie bojowe z oddziałami sowieckimi. Natarcie oddziałów AK załamało się, oddziały doznały dużych strat. Nieprzyjaciel prowadził ogień artylerii i moździerzy oraz ataki lotnicze z powietrza. Ponowienie uderzenie w dzień narażało na dalsze straty. Zapadła decyzja wycofania się do rejonu Szwajcar.
W samym mieście wystąpiło zbrojnie w czasie operacji kilkuset żołnierzy AK, głównie z dzielnicy „A” – Kalwaryjskiej, lecz wskutek samorzutnej ewakuacji ludności i znikomego uzbrojenia nie powiodła się mobilizacja w większości konspiracyjnych dzielnic i nie wystąpiły one w sposób zorganizowany.

### Walki we współdziałaniu z jednostkami Armii Czerwonej
7 lipca około godziny 12 do rejonu walk nadeszły regularne oddziały Armii Czerwonej (3 Gwardyjski Korpus Zmechanizowany), które o godzinie 20.00 podjęły szturm generalny, osiągając jednak tylko lokalne sukcesy, zaś wieczorem nadeszła 5 armia ogólnowojskowa generała Kryłowa, przejmując główny ciężar walk o Wilno. 8 lipca siły radzieckie wzmocniły 2 korpusy pancerne wydzielone ze składu 5 armii pancernej gwardii – w bezpośrednich walkach o miasto wzięło udział około 100 tysięcy żołnierzy radzieckich wspieranych przez kilkaset czołgów i masowe naloty lotnictwa. Garnizon niemiecki został w czasie walk wzmocniony zrzutem w okolicach miasta 10 lipca kilkuset spadochroniarzy 2 Dywizji Spadochronowej. Przez kilka dni w mieście trwały zaciekłe walki uliczne z broniącymi się hitlerowcami, w których oddziały AK współdziałały z oddziałami Armii Czerwonej.
7 lipca jako pierwsi z żołnierzami Armii Czerwonej zetknęli się partyzanci zgrupowania „Pohoreckiego”. Dowódca sowieckiej 35 Brygady Pancernej nakazał samorozbrojenie zgrupowania. Mjr „Pohorecki” na własną odpowiedzialność podjął decyzję rozwiązania podległych mu oddziałów i przejścia do konspiracji. 8 Brygada, która rozkaz wykonała, w następnych dniach zmuszona była odtwarzać zdolność bojową. Ppłk „Wilk” odwołał „Pohoreckiego” i wyznaczył nowego dowódcę zgrupowania. Został nim mjr Antoni Wasilewski „Olesiński”.
W dzielnicy Kalwaryjskiej operował 2 batalion 85 pp kpt. Bolesława Zagórnego „Jana”. Prowadząc potyczki i likwidując odosobnione punkty oporu, opanował całą dzielnicę. Od 8 lipca „Jan” współdziałał z 97 Witebską Dywizją Piechoty. Nacierając wspólnie na wzgórze Szeszkinie, partyzanci zdobyli dwa czołgi. 10 lipca batalion przeprawił się na drugą stronę Wilii i przystąpił do działań w centrum miasta. Jego 1 kompania pod dowództwem por. Wacława Pietkiewicza „Mocnego” nacierała ul. Zamkową i Wielką. Ciężkie walki toczyła w rejonie cerkwi. Współdziałając z oddziałami sowieckimi, nacierała po osi ul. Niemieckiej, Trackiej w kierunku na Wilczej Łapy. 2 kompania por. Wacława Korzeniowskiego „Andrzeja” walczyła u podnóża Góry Zamkowej, dalej ul. Świętej Anny, Sofianki i Baszty. Na ul. Subocz po kilkugodzinnej walce zdobyła niemiecki bunkier łączności. Potem nacierała w kierunku cmentarza na Rossie i dalej na południe. 3 kompania por. Wacława Roszkowskiego „Białego” wsparta czołgami sowieckimi nacierała ul. Mostową, Zygmuntowską, Wileńską do Małej Pohulanki, Góry Bouffałowej i wzgórz Zakretu. Walczyła o gmach braci Jabłkowskich na rogu ul. Wileńskiej i Mickiewicza, o budynek Arbeitsamtu i gmach ośrodka wychowania przy ul. Ludwisarskiej.
W Śródmieściu walczyły też kadrowe kompanie batalionu kpt. Józefa Grzesiaka „Kmity”. 8 i 9 lipca podjęły działania zaczepne, lecz bez powodzenia. Dopiero od 10 lipca zaczęły odnosić pierwsze sukcesy. Zdobyto skład broni w gmachu starostwa przy ul. Żeligowskiego, kompleks domów przy Jagiellońskiej i duży obiekt przy Sierakowskiego. W rękach polskich znalazł się teren, którego granice stanowiły: od północy ulica Poznańska, od strony południowej – Dominikańska i Trocka, a od zachodu Zawalna. 12 lipca opanowano jeszcze ul. Poznańską i Gdańską, aż do skrzyżowania z Zawalną i Jagiellońską. Od wschodu granicę stanowiła ulica Tatarska do Dobroczynnej. W innych dzielnicach też walczyły oddziały AK. Między innymi oddział ppor. Mariana Homolickiego „Wiktora” opanował więzienie na Łukiszkach i uwolnił dużą grupę aresztowanych.
13 lipca pchor. Jerzy Jensch „Krepdeszyn” z częścią plutonu osłonowego zlikwidował na Górze Zamkowej gniazdo ciężkiego karabinu maszynowego i około godziny 11 zawiesił razem z kpr. Arturem Rychterem ps. „Zan” biało-czerwoną flagę na wieży zamkowej.
Do 13 lipca oddziały sowieckie we współdziałaniu z AK zdobyły Wilno – część sił niemieckich (około 3 tysiące żołnierzy dowodzonych przez komendanta Wilna generała Reinera Stahela) zdołała w nocy w przeddzień zakończenia walk wyrwać się z miasta w bitwie pod Krawczunami, poniosła jednak spore straty w starciu ze zgrupowaniem AK majora „Węgielnego”. Straty oddziałów AK na Wileńszczyźnie w czasie operacji Ostra Brama wyniosły kilkuset zabitych, rannych i zaginionych.

## Epilog
Po zdobyciu Wilna dowództwo sowieckie nakazało żołnierzom AK wyjść z miasta. Ppłk Krzyżanowski „Wilk” rozkazał przeprowadzić oddziały na skraj Puszczy Rudnickiej, a sam udał się do kwatery dowódcy 3 Frontu Białoruskiego gen. Czerniachowskiego i uzyskał od Sowietów obietnicę, że ci dostarczą wyposażenie dla jednej dywizji piechoty i jednej brygady kawalerii, bez żadnych warunków politycznych. 16 lipca płk Krzyżanowski został ponownie zaproszony na spotkanie z gen. Czerniachowskim na podpisanie stosownego porozumienia. Na spotkanie pojechał z szefem sztabu mjr. Teodorem Cetysem. Z tego spotkania oficerowie nie wrócili do oddziałów. Inna grupa oficerów, omawiająca z oficerami sowieckimi w miejscowości Bogusze szczegóły wyposażenia dywizji, również została aresztowana i osadzona w więzieniu w Wilnie. Zostali także aresztowani delegat rządu na okręg wileński i pracownicy delegatury.
Nowy dowódca AK okręgu wileńskiego ppłk Zygmunt Blumski ps. „Strychański” i wyznaczony dowódca okręgu nowogródzkiego ppłk Janusz Prawdzic-Szlaski ps. „Prawdzic” przemieścili oddziały, ostrzeliwane przez sowieckie myśliwce szturmowe, w głąb puszczy, a następnie podzielili je na mniejsze pododdziały i pozostawili ich dowódcom wybór dalszego działania – przebijanie się w kierunku Grodna i Białegostoku, bądź rozproszenie w terenie i ewentualny powrót do domów. Sowieci urządzili wręcz polowanie na żołnierzy, których schwytano około 5700.
W całej operacji wileńskiej brało udział około 9 tysięcy żołnierzy AK na terenie okręgu wileńskiego i około 6 tysięcy na terenie okręgu nowogródzkiego.
W sumie (wraz ze schwytanymi w lasach pod Wilnem) w czasie akcji „Burza” na Wileńszczyźnie internowano ok. 5 tys. podoficerów i szeregowców, umieszczając ich początkowo w obozie w Miednikach, skąd 1/4 zbiegła, zaś oficerów wywożąc do Riazania. Niektórzy po pewnym czasie zdecydowali się wstąpić w szeregi 1 Armii Wojska Polskiego. Większość została jednak przymusowo wcielona do pułku rezerwowego Armii Czerwonej, zaś po odmowie złożenia przysięgi osadzona w obozie dla internowanych AK-owców w Kałudze, do wyrębu lasów, skąd byli stopniowo zwalniani w latach 1946–1947.
Pozbawione większości dowódców i zdezorientowane oddziały polskie wycofały się do lasów otaczających Wilno. Ocenia się, że do 18 lipca w tym rejonie znalazło się około 6 tys. żołnierzy i kilka tysięcy ochotników. Zostali odkryci przez NKWD i internowani lub rozproszyli się.
Ze względu na to, iż operacja Ostra Brama była niezgodna z ustaleniami tzw. wielkiej trójki na konferencji w Teheranie co do przynależności państwowej Wilna i ustaleniu nowej granicy polsko-radzieckiej na linii Curzona, minister informacji Wielkiej Brytanii Brendan Bracken nałożył cenzurę prewencyjną na wszelkie informacje w brytyjskich mediach o jej przeprowadzeniu, wskutek czego nie została ona zauważona na Zachodzie.

## Oceny operacji
Osoby uczestniczące w realizacji operacji Ostra Brama w różny sposób oceniały jej realizację. Generał Komorowski, który zatwierdził plan operacji, w prelekcji na temat historii Armii Krajowej wygłoszonej dla oficerów brytyjskich i francuskich przebywających w obozie jenieckim w Colditz stwierdził: „W czasie rosyjskiej ofensywy na Białorusi w lipcu 1944 roku polski dowódca Wileńskiego okręgu AK skoncentrował swoje najwybitniejsze oddziały i utworzył z nich około 10-batalionowe zgrupowanie, które wyzyskując zamieszanie wśród Niemców spowodowane odwrotem, uderzyło na Wilno i zajęło dużą część miasta. Następnego dnia po nadejściu pierwszych sowieckich wojsk nasze oddziały przystąpiły do wyrzucania Niemców z reszty miasta. Po tygodniu zaciętych walk całe miasto zostało opanowane. W toku walk, nasi żołnierze zdobyli szereg silnie bronionych punktów oporu nieprzyjaciela, które hamowały ruchy Rosjan”.
Natomiast pomysłodawca planu operacji mjr Maciej Kalenkiewicz ps. „Kotwicz” pisał: „(…) w jaki sposób ludzka miernota, prywata, samowola, brak dyscypliny i rzetelności w najdrobniejszych elementach pracy dowódczej podcinają korzenie wszelkich poważnych przedsięwzięć, bez których nie może istnieć silny naród. Mogło nas być podczas uderzenia na Wilno 12 tysięcy, a było 2 tysiące. Mogliśmy walczyć nocą, kiedy nieprzyjaciel nie był w stanie wykorzystać swojej przewagi technicznej – a my tonęliśmy we krwi w dzień, bezbronni, pod ogniem nieprzyjacielskiej artylerii i lotnictwa. Mieliśmy obowiązek – ponad 10 000 osób skupionych pod jednym dowództwem – albo zmusić bolszewików, by uznali nasze prawa albo – składając w ofierze czyn zbrojny tych oddziałów i ponosząc klęskę militarną – wywalczyć polityczne i moralne zwycięstwo. Haniebnie rozbiegliśmy się, nawet nie pod ciosami przeważających sił. Rozbiegliśmy się, ulegając naciskowi chwytów propagandowych NKWD”.

## Upamiętnienie
Walki żołnierzy Armii Krajowej w operacji Ostra Brama zostały upamiętnione na Grobie Nieznanego Żołnierza w Warszawie napisem na jednej z tablic po 1990 r. „WILNO 7 – 13 VII 1944”